# 잭 달림플
존 스튜어트 달림플 3세(John Stewart Dalrymple III, 1948년 10월 16일 ~ )는 미국의 정치인이다.

## 학력
- 예일 대학교 학사

## 경력
- 1985.01 ~ 2000.12 제49·50·51·52·53·54·55·56대 미국 노스다코타주 하원의원
- 2000.12 ~ 2010.12 제36대 노스다코타 부지사
- 2010.12 ~ 2016.12 제32대 노스다코타 주지사

## 역대 선거 결과
| 선거명        | 직책명                           | 대수  | 정당   | 득표율 | 득표수    | 결과 | 당락                       |
| ------------- | -------------------------------- | ----- | ------ | ------ | --------- | ---- | -------------------------- |
| 1984년 선거   | 하원의원 (노스다코타 제22선거구) | 49대  | 공화당 | 0%     | 표        | 1위  | 노스다코타주 하원의원 당선 |
| 1986년 선거   | 하원의원 (노스다코타 제22선거구) | 50대  | 공화당 | 0%     | 표        | 1위  | 노스다코타주 하원의원 당선 |
| 1988년 선거   | 하원의원 (노스다코타 제22선거구) | 51대  | 공화당 | 0%     | 표        | 1위  | 노스다코타주 하원의원 당선 |
| 1990년 선거   | 하원의원 (노스다코타 제22선거구) | 52대  | 공화당 | 0%     | 표        | 1위  | 노스다코타주 하원의원 당선 |
| 1992년 선거   | 하원의원 (노스다코타 제22선거구) | 53대  | 공화당 | 32.85% | 3,510표   | 2위  | 노스다코타주 하원의원 당선 |
| 1992년 재선거 | 상원의원 (노스다코타 제1부)      | 103대 | 공화당 | 33.80% | 55,194표  | 2위  | 낙선                       |
| 1994년 선거   | 하원의원 (노스다코타 제22선거구) | 54대  | 공화당 | 29.22% | 2,919표   | 1위  | 노스다코타주 하원의원 당선 |
| 1996년 선거   | 하원의원 (노스다코타 제22선거구) | 55대  | 공화당 | 35.68% | 3,610표   | 1위  | 노스다코타주 하원의원 당선 |
| 1998년 선거   | 하원의원 (노스다코타 제22선거구) | 56대  | 공화당 | 38.00% | 2,988표   | 1위  | 노스다코타주 하원의원 당선 |
| 2000년 선거   | 노스다코타 부지사                | 32대  | 공화당 | 55.03% | 159,255표 | 1위  | 노스다코타 부지사 당선     |
| 2004년 선거   | 노스다코타 부지사                | 32대  | 공화당 | 71.26% | 220,133표 | 1위  | 노스다코타 부지사 당선     |
| 2008년 선거   | 노스다코타 부지사                | 32대  | 공화당 | 74.44% | 234,527표 | 1위  | 노스다코타 부지사 당선     |
| 2012년 선거   | 노스다코타 주지사                | 32대  | 공화당 | 63.10% | 200,525표 | 1위  | 노스다코타 주지사 당선     |